# Tomotaka Tasaka
Tomotaka Tasaka (Prefettura di Hiroshima, 14 aprile 1902 – 17 ottobre 1974) è stato un regista giapponese.

## Biografia
Nato nella Prefettura di Hiroshima, cominciò a lavorare agli studi Nikkatsu di Kyoto nel 1924 e due anni più tardi firmò già la prima regia dedicandosi inizialmente a svariati generi, poi con il passaggio al sonoro specializzandosi in un genere realista che lo portò, a fine anni '30 a realizzare film di successo girati negli studi Nikkatsu di Tamagawa come Robō no ishi e Tsuchi to heitai, entrambi con protagonista Isamu Kosugi.
Il suo film di guerra del 1938, La pattuglia, partecipò in concorso alla 6ª Mostra internazionale d'arte cinematografica di Venezia. Negli anni seguenti, con altri film del genere, si affermò come principale regista giapponese in tempo di guerra.
Tasaka fu vittima del bombardamento atomico di Hiroshima del 1945 patendone le conseguenze per molti anni. Tornò poi gradualmente a lavorare e, con Hi no ataru sakamichi del 1958, ottenne il prestigioso premio come miglior regista ai Blue Ribbon Awards.
Diresse più di 60 film firmando una decina di sceneggiature chiudendo la carriera nel 1968.
Il fratello, Katsuhiko Tasaka, fu anche lui regista, sua moglie, Hisako Takihana, fu un'attrice. 

## Filmografia
- Kabocha sōdoki (かぼちゃ騒動記) (1926)
- Haha o tazunete sanbyakuri (母を尋ねて三百里) (1926)
- Jōnetsu no fuchin (情熱の浮沈) (1926)
- Ikiten o tsuku (意気天を衝く) (1926)
- Shi no hōko (死の宝庫) (1926) condiretto con Seiichi Ina
- Tetsuwan kisha (鉄腕記者) (1927)
- Seiji no yūsha (正義の勇者) (1927)
- Kurotaka maru (黒鷹丸) (1927)
- Arisan no kyōji (阿里山の侠児) (1927)
- Fūfu zenshū (夫婦全集) (1927)
- Shabon musume (しゃぼん娘) (1927)
- Kōsei (更生) (1927)
- Kekkon nijūsō (結婚二重奏) (1928)
- Muteppō jidain (無鉄砲時代) (1928)
- Chikyu wa mawaru (地球は廻る 第一部 過去篇) (1928)
- Ai no machi (愛の町) (1928)
- Omoide no suifu (思ひ出の水夫) (1928)
- Kyoen (響宴 第一篇) (1929)
- Watashi to kanojo (私と彼女) (1929)
- Nikkatsu kōshinkyoku (日活行進曲 工場記活劇篇) (1929)
- Ai no fūkei (愛の風景) (1929)
- Kumo no ōza (雲の王座) (1929)
- Kono haha o miyo (この母を見よ) (1930)
- Fukeyo harukaze (吹けよ春風) (1931)
- Kankanmushi wa utau (かんかん虫は唄ふ) (1931)
- Kokoro no jitsugetsu: Retsujitsu hen (心の日月 烈日篇) (1931)
- Kokoro no jitsugetsu: Gekko hen (心の日月 月光篇) (1931)
- Hatobue o fuku onna (鳩笛を吹く女) (1932)
- Haru to musume (春と娘) (1932)
- Shōwa Shinsengumi (昭和新撰組) (1932)  condiretto con Minoru Murata
- Tsukiyori no shisha (月よりの使者) (1934)
- Meiji ichidai onna (明治一代女) (1935)
- Tsuioku no bara (追憶の薔薇 前後篇) (1936)
- Shinjitsu ichiro: Chichi no maki (真実一路 父の巻) (1937)
- Shinjitsu ichiro: Haha no maki (真実一路 母の巻) (1937)
- La pattuglia ( Gonin no sekkōhei, 五人の斥候兵) (1938)
- Robō no ishi (路傍の石) (1938)
- Bakuon (爆音) (1939)
- Kūshū (空襲) (1939) condiretto con Kenjirō Morinaga
- Tsuchi to heitai (土と兵隊) (1939)
- Kimi to boku (君と僕) (1941)
- Hahakogusa (母子草) (1942)
- Kaigun (海軍) (1943)
- Hisshōka  (必勝歌) (1945) condiretto con Masahiro Makino, Hiroshi Shimizu e Kenji Mizoguchi
- Doburoku no Tatsu (どぶろくの辰) (1949)
- Yukiwarisō (雪割草) (1951)
- Nagasaki no uta wa wasureji (長崎の歌は忘れじ) (1952)
- Jochūkko (女中ッ子) (1955)
- Ubaguruma (乳母車) (1956)
- Kyō no inochi (今日のいのち) (1957)
- Hi no ataru sakamichi (陽のあたる坂道) (1958)
- Wakai kawa no nagare (若い川の流れ) (1959)
- Shinran (親鸞) (1960)
- Zoku shinran (続親鸞) (1960)
- Hadakakko (はだかっ子) (1961)
- Chiisakobe (ちいさこべ) (1962)
- Gobanchō yūgirirō (五番町夕霧楼) (1963)
- Same (鮫) (1964)
- Hiyameshi to Osan to-chan (冷飯とおさんとちゃん) (1965)
- Mizuumi no koto (湖の琴) (1966)
- Sukurappu shūdan (スクラップ集団) (1968)